# Chittaranjan
Chittaranjan é uma cidade de estrada de ferro na divisa dos estados indianos de Jharkhand e Bengala  Ocidental. 